# Francisco Caraballo
Francisco Caraballo (Paysandú, 1798 – Montevideo, 1874) fue un militar y caudillo del Partido Colorado, que alcanza el grado de general.

## Biografía
Muy joven combatió en la Guerra Grande junto a José Garibaldi, quien destaca su valor en sus memorias. En 1855, ya coronel, se vincula a Venancio Flores. 
En 1856 fue designado jefe político del Departamento de Paysandú. Dado de baja por el gobierno de Gabriel Antonio Pereira cuando secunda el levantamiento de César Díaz, marcha al exilio en Entre Ríos.
Pese a la protección de Justo José de Urquiza, se vincula a la causa porteña defendida por Bartolomé Mitre y por Venancio Flores luchando con destaque en la Batalla de Cepeda (1859) y en la batallas de Pavón y de Cañada de Gómez.
Participa en la Cruzada Libertadora de 1863 iniciada por Venancio Flores (1863-1865). Luego de ser derrotados, los gubernistas, en ese enfrentamiento bélico. Tomás Villalba, el presidente interino blanco, que se encontraba gobernando, le entregó a Caraballo el poder el 20 de febrero de 1865, de manera que Caraballo fue, de hecho, presidente de la República, por unas horas, hasta que le traspasa sus poderes a Flores. Este lo designa comandante general de la Campaña y lo ascendió a general y luego a brigadier general.
En 1869, durante el gobierno de Lorenzo Batlle, y condicionado por algunos doctores urbanos, se alza en armas en la llamada “sublevación del curso forzoso”, producida durante el conflicto entre “oristas” y “curistas” (dos sectores de la oligarquía, que se disputaban la forma por la cual la economía debía de ser dirigida), y Carballo exigió la permanencia del curso forzoso de los billetes, argumento insólito para fundamentar una revolución. La intentona fue reducida por el caudillo Máximo Pérez – quien, paradójicamente, se había levantado el mismo contra Batlle poco antes y había sido neutralizado por Caraballo.
Combatió en la Revolución de las Lanzas (conflicto, iniciado por los rebeldes del Partido Blanco, que trataban de deponer al Presidente colorado, Lorenzo Batlle) como jefe de las fuerzas gubernistas que actuaban al norte del río Negro, pero su incierto comportamiento – preparaba, por su parte, un golpe contra Batlle –llevó a su destitución.
Emigra nuevamente a Entre Ríos donde participa en las luchas internas de esa Provincia, y luego regresa a Uruguay.
- Datos: Q5865390